# 알렉산드르 스크랴빈
알렉산드르 니콜라예비치 스크랴빈 (1872년 1월 6일(율리우스력 1871년 12월 25일) – 1915년 4월 27일(율리우스력 4월 14일))는 러시아의 작곡가이자 피아노 연주자였다. 1903년 이전까지 스크랴빈은 프레데리크 쇼팽의 음악에 큰 영향을 받아 비교적 조성적인 후기 낭만주의 양식으로 작곡했다. 이후, 스크랴빈은 일반적인 조성을 초월했지만 무조적이지는 않은 훨씬 더 불협화음적인 음악 언어를 발전시켜 동시대의 아르놀트 쇤베르크와 비교되었는데, 이는 그의 개인적인 형이상학 사조와 일치했다. 스크랴빈은 종합예술 개념과 공감각에 깊이 매료되었으며, 자신의 음계의 다양한 화음에 색깔을 연관시켰고, 신지학에서도 영감을 받아 오도권에 색을 대응시키기도 했다. 그는 종종 주요 러시아 상징주의 작곡가이자 러시아 은세기의 주요 대표자로 간주된다.
스크랴빈은 혁신가이자 20세기 초 가장 논란이 많은 작곡가 겸 피아니스트 중 한 명이었다. 소비에트 대백과사전은 그에 대해 "그 누구도 그처럼 경멸을 받거나 큰 사랑을 받은 작곡가는 없었다"고 평했다. 레프 톨스토이는 스크랴빈의 음악을 "천재성의 진심 어린 표현"이라고 묘사했다. 스크랴빈의 작품은 시간이 지남에 따라 음악계에 뚜렷한 영향을 미쳤고, 니콜라이 로슬라베츠와 카롤 시마노프스키와 같은 많은 작곡가들에게 영감을 주었다. 그러나 스크랴빈의 러시아 (이후 소련) 음악계와 국제적 중요성은 그의 사망 후 급격히 감소했다. 그의 전기 작가 포비온 바워스에 따르면, "생전에 그보다 더 유명한 사람은 없었고, 죽은 후에 더 빨리 잊혀진 사람도 거의 없었다." 그럼에도 불구하고, 그의 음악적 미학은 1970년대 이후 재평가되었으며, 그의 출판된 10개의 피아노 소나타와 다른 작품들은 점점 더 많은 지지를 얻으며 최근 몇 년 동안 상당한 찬사를 받고 있다.

## 생애

### 어린 시절과 교육 (1872–1893)

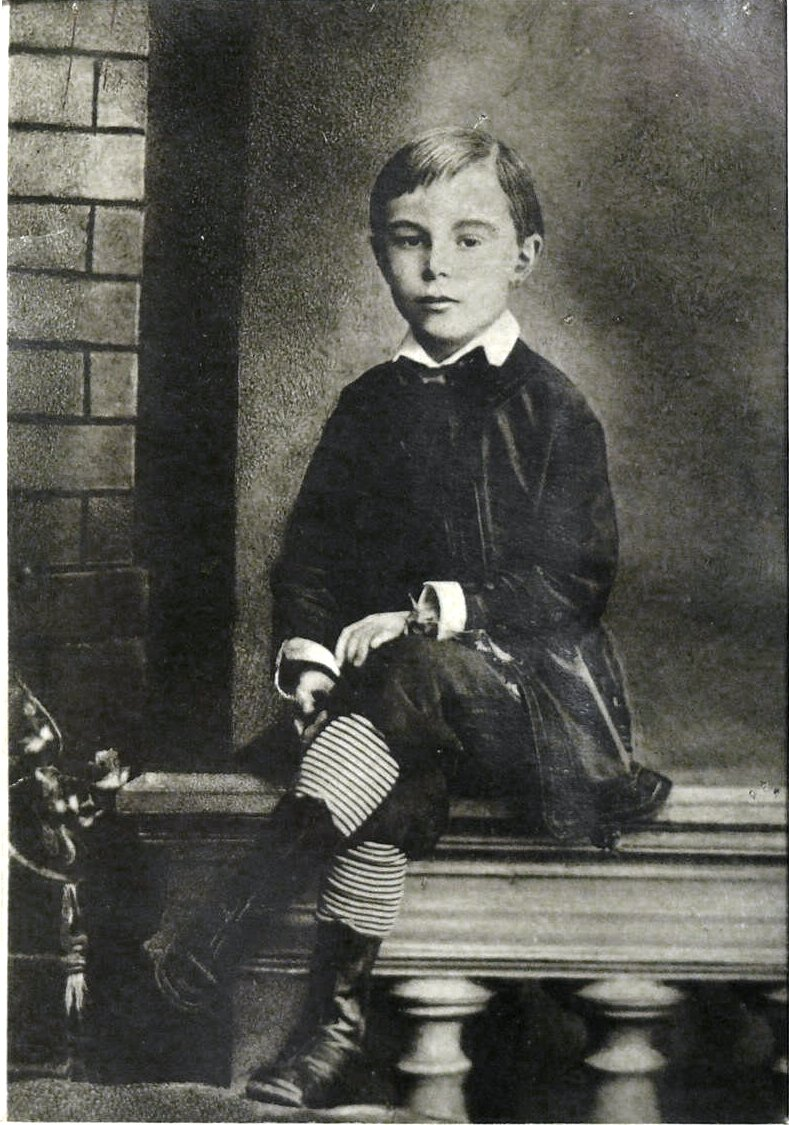
젊은 알렉산드르 스크랴빈 (1870년대 후반)

스크랴빈은 모스크바에서 율리우스력에 따라 1871년 크리스마스에 러시아 귀족 가문의 일원으로 태어났다. 그의 아버지 니콜라이 알렉산드로비치 스크랴빈은 당시 모스크바 국립 대학교 학생으로, 스크랴빈의 증조부 이반 알렉세예비치 스크랴빈에 의해 세워진 평범한 귀족 가문에 속했다. 이반은 툴라 출신의 군인으로, 뛰어난 군 경력을 쌓았고 1819년에 세습 귀족 자격을 받았다. 알렉산드르의 친할머니인 엘리자베타 이바노브나 포드체르트코바는 해군 대위의 딸로, 노브고로드현의 부유한 귀족 가문 출신이었다. 그의 어머니 류보프 페트로브나 스크랴비나(결혼 전 성은 셰티니나)는 콘서트 피아니스트이자 테오도르 레셰티츠키의 이전 학생이었다. 그녀는 류리크까지 거슬러 올라가는 고대 왕조에 속했는데, 그 시조인 세묜 페도로비치 야로슬랍스키는 별명이 셰티나(‘그루터기’를 뜻하는 러시아어 셰티나에서 유래)였고, 야로슬라블의 바실리 공작의 증손자였다. 그녀는 알렉산드르가 겨우 한 살 때 결핵으로 사망했다.
어머니가 사망한 후 니콜라이 스크랴빈은 상트페테르부르크 동양어 학원에서 튀르크어 학비를 마치고 터키로 떠났다. 그는 모든 친척들처럼 군인의 길을 걸어 주재무관으로 복무했으며 현직 국가평의원 지위를 가졌다. 말년에는 로잔에서 명예영사로 임명되었다. 알렉산드르의 아버지는 어린 사샤(그의 별명)를 할머니, 대고모, 고모에게 맡겼다. 스크랴빈의 아버지는 나중에 재혼하여 스크랴빈에게 여러 이복형제자매를 주었다. 그의 고모 류보프(아버지의 미혼 여동생)는 아마추어 피아니스트로, 사샤가 첫 아내를 만나기 전까지의 어린 시절을 기록했다. 어린 시절 스크랴빈은 피아노 연주에 자주 노출되었다. 일화에 따르면 그는 고모에게 연주해 달라고 요구했다고 한다.
명백히 조숙했던 스크랴빈은 피아노 메커니즘에 매료된 후 피아노를 만들기 시작했다. 때때로 그는 방문객들에게 자신이 만든 피아노를 선물하기도 했다. 류보프는 스크랴빈이 또래들과는 매우 수줍어하고 비사교적이었지만, 어른들의 관심을 고마워했다고 묘사한다. 한 일화에 따르면, 스크랴빈은 지역 어린이들로 구성된 관현악단을 지휘하려고 시도했지만, 좌절과 눈물로 끝났다. 그는 기꺼이 청중에게 인형으로 자신의 연극과 오페라를 공연했다. 그는 어릴 때부터 피아노를 배웠고, 엄격한 훈육가이자 세르게이 라흐마니노프와 다른 피아노 신동들의 스승이었던 니콜라이 즈베레프에게서 레슨을 받았다. 비록 스크랴빈은 라흐마니노프처럼 즈베레프와 함께 살지는 않았다.

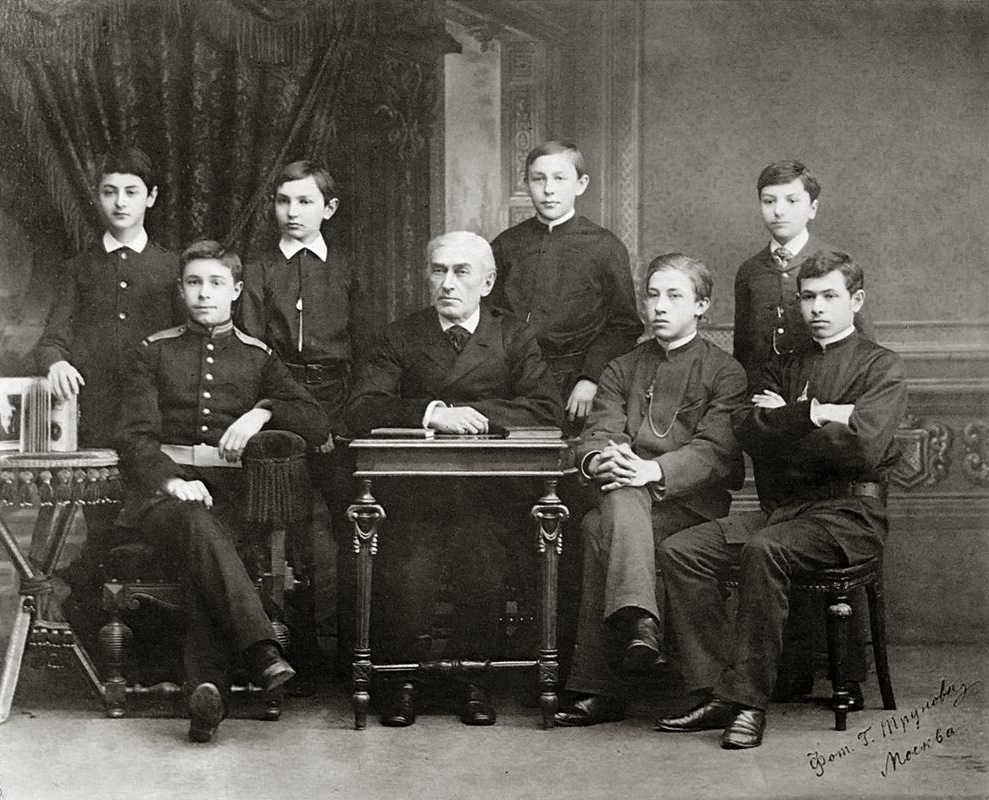
1880년대 후반의 즈베레프의 학생들. 군복 차림의 스크랴빈은 왼쪽에서 두 번째이다. 라흐마니노프는 오른쪽에서 네 번째이다.

1882년, 스크랴빈은 제2모스크바 사관학교에 입학했다. 학생 시절, 그는 배우 레오니트 리몬토프와 친구가 되었는데, 리몬토프는 회고록에서 모든 소년들 중에서 가장 작고 약해서 때때로 놀림을 받았던 스크랴빈과 친구가 되는 것을 꺼렸다고 회상한다. 그러나 스크랴빈은 피아노 콘서트에서 연주하여 또래들의 인정을 받았다. 그는 학업 성적이 전반적으로 반에서 1등이었지만, 체격 때문에 훈련에서 면제되었고 매일 피아노 연습을 할 시간을 받았다.
스크랴빈은 나중에 모스크바 음악원에서 안톤 아렌스키, 세르게이 타네예프, 바실리 사포노프 밑에서 공부했다. 그는 손이 작아서 겨우 9도를 펼칠 수 있었음에도 불구하고 저명한 피아니스트가 되었다. 요제프 레빈에게 도전 의식을 느껴, 프란츠 리스트의 돈 주앙 회상과 밀리 발라키레프의 이슬라메이를 연습하다가 오른손을 다쳤다. 의사는 회복할 수 없을 것이라고 말했고, 그는 그의 첫 대규모 걸작인 피아노 소나타 1번, Op. 6을 "신과 운명에 대한 절규"로 작곡했다. 이 곡은 그가 쓴 세 번째 소나타였지만, 작품 번호를 부여한 첫 번째 소나타였다(두 번째 소나타는 축약되어 알레그로 아파시오나토, Op. 4로 발표되었다). 그는 결국 손의 사용을 되찾았다.
1892년에 그는 피아노 연주 부문에서 소금메달을 받고 졸업했지만, 아렌스키와의 강한 성격 및 음악적 차이(스크랴빈의 졸업 증명서에 아렌스키의 서명만 유일하게 없다)와 흥미 없는 형식의 곡을 작곡하려 하지 않는다는 이유로 작곡 학위를 마치지 못했다.

### 초기 경력 (1894–1903)

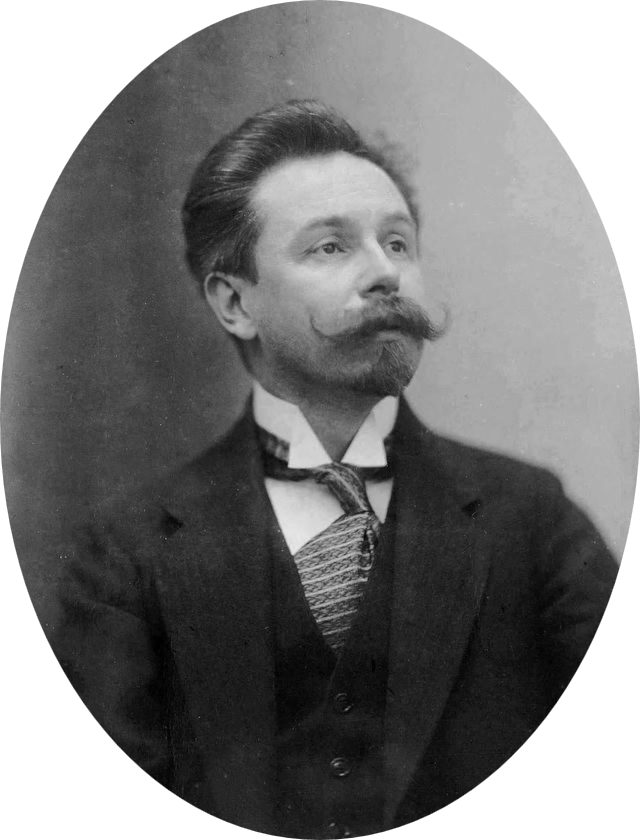
1900년의 스크랴빈

1894년, 스크랴빈은 상트페테르부르크에서 자신의 작품을 연주하며 피아니스트로 데뷔하여 긍정적인 평을 받았다. 같은 해, 미트로판 벨랴예프는 스크랴빈에게 자신의 출판사(그는 니콜라이 림스키코르사코프와 알렉산드르 글라주노프와 같은 저명한 작곡가들의 작품을 출판했다)를 위해 작곡하도록 대금을 지불하기로 동의했다. 1897년 8월, 스크랴빈은 피아니스트 베라 이바노브나 이사코비치와 결혼한 후 러시아와 해외를 순회하며 1898년 파리 콘서트를 성공적으로 마무리했다. 그 해 그는 모스크바 음악원의 교수가 되었고 작곡가로서 명성을 쌓기 시작했다. 이 시기에 그는 Op. 8 연습곡집, 여러 전주곡 세트, 그의 첫 세 피아노 소나타, 그리고 그의 유일한 피아노 협주곡을 비롯하여 주로 피아노를 위한 작품들을 작곡했다.
5년 동안 스크랴빈은 모스크바에 머물렀고, 그 동안 그의 옛 스승인 사포노프는 스크랴빈의 교향곡 중 첫 두 곡을 지휘했다.
후대의 보고서에 따르면, 1901년에서 1903년 사이에 스크랴빈은 오페라를 쓰는 것을 구상했다. 그는 일반적인 대화 중에 그 아이디어를 설명했다. 그 작품은 이름 없는 영웅, 즉 철학자-음악가-시인을 중심으로 할 것이었다. 무엇보다도 그는 선언할 것이었다: 나는 세계 창조의 신격화이다. 나는 목적의 목적, 끝의 끝이다. Poème Op. 32 No. 2와 Poème tragique Op. 34는 원래 오페라의 아리아로 구상되었다.

### 러시아를 떠나다 (1903–09)
1904년 3월 13일까지 스크랴빈과 그의 아내는 스위스 제네바로 이주했다. 그곳에서 스크랴빈은 네 자녀를 둔 아내와 법적으로 별거했다. 그는 또한 그곳에서 교향곡 3번 작업을 시작했다. 이 작품은 1905년 파리에서 연주되었는데, 스크랴빈은 피아니스트이자 작곡가 파울 데 슐뢰저의 조카인 타티아나 표도로브나 슐뢰저와 함께 있었다. 타티아나는 스크랴빈의 두 번째 아내가 되었고, 그들 사이에는 다른 자녀들이 있었다.
부유한 후원자의 재정 지원을 받아, 스크랴빈은 스위스, 이탈리아, 프랑스, 벨기에, 미국을 몇 년 동안 여행하며 여러 교향곡을 포함한 더 많은 관현악곡을 작곡했다. 그는 또한 "시(poem)"라는 피아노곡 형식을 작곡하기 시작했는데, 이는 그와 특히 연관된 형식이다. 1907년 뉴욕에서 그는 캐나다 작곡가 알프레드 라 리베르테를 알게 되었고, 그는 스크랴빈의 개인적인 친구이자 제자가 되었다.
1907년 스크랴빈은 가족과 함께 파리에 정착하여, 당시 서양에서 러시아 음악을 적극적으로 홍보하던 세르게이 댜길레프가 조직한 일련의 콘서트에 참여했다. 이후 그는 가족과 함께 브뤼셀 (rue de la Réforme 45)로 이주했다.

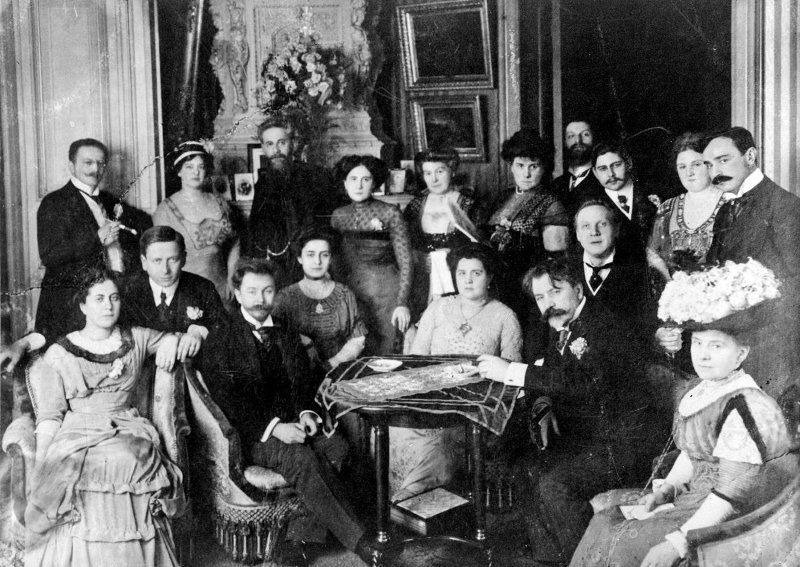
1910년 베를린에서 블라디미르 메츨의 집에 손님으로 온 스크랴빈 (테이블 왼쪽 앉은 사람)

### 러시아로 돌아오다 (1909–15)
1909년, 스크랴빈은 영구히 러시아로 돌아와 계속해서 작곡에 몰두했으며, 점점 더 웅장한 프로젝트를 진행했다. 사망하기 전까지 그는 히말라야산맥에서 공연될 멀티미디어 작품을 계획했는데, 이는 소위 "하르마게돈"을 일으켜 "새로운 세상의 탄생을 알리는 모든 예술의 웅장한 종교적 종합"이 될 것이었다. 스크랴빈은 이 작품 미스테리움의 스케치만 남겼지만, 예비 부분인 L'acte préalable ("서곡")은 결국 알렉산더 넴틴에 의해 연주 가능한 버전으로 완성되었다. 그 미완성 작품의 일부는 블라디미르 아시케나지가 알렉세이 류비모프의 피아노 반주로 베를린에서 '서곡'이라는 제목으로 연주되었다. 넴틴은 결국 두 번째 부분("인류")과 세 번째 부분("변모")을 완성했고, 아시케나지는 데카에서 베를린 도이치 교향악단과 함께 전체 2시간 30분 분량의 완성본을 녹음했다. 스크랴빈 생전에 출판된 몇몇 후기 작품들은 미스테리움에 사용될 의도였던 것으로 여겨지는데, Op. 73의 두 개의 춤곡 등이 그 예이다.

### 사망
스크랴빈은 1915년 4월 2일 상트페테르부르크에서 자신의 작품들로 구성된 대규모 프로그램을 연주하며 마지막 콘서트를 가졌다. 그는 음악 비평가들로부터 "가장 영감을 주고 감동적인" 연주라는 극찬을 받았고, "그의 눈은 불꽃처럼 번쩍였고 얼굴은 행복으로 빛났다"고 평했다. 스크랴빈 자신은 소나타 3번, Op. 23을 연주하는 동안 "주위에 사람들이 있는 홀에서 연주하고 있다는 것을 완전히 잊었다. 무대에서 이런 일은 나에게 매우 드물게 일어난다"고 썼다. 그는 평소에는 "자신을 매우 조심스럽게 지켜보고, 멀리서 자신을 보는 것처럼 자신을 통제해야 했다"고 설명했다.
스크랴빈은 4월 4일 모스크바 아파트로 개선했다. 그는 오른쪽 윗입술에 작은 여드름이 다시 생겼다는 것을 알아차렸다. 그는 1914년 런던에 있을 때부터 여드름에 대해 언급했었다. 그의 체온이 올라갔고, 그는 침대에 누워 4월 11일 모스크바 콘서트를 취소했다. 여드름은 농포가 되고, 옹종과 종기가 되었다. 스크랴빈의 의사는 그 염증이 "자주색 불꽃 같다"고 말했다. 그의 체온은 41 °C (106 °F)까지 치솟았고 그는 이제 병상에 누웠다. 4월 12일 절개가 이루어졌지만, 염증은 이미 그의 혈액을 오염시키기 시작했고, 그는 정신 착란 상태에 빠졌다. 바워스는 다음과 같이 썼다: "완고하고 설명할 수 없게도, 단순한 점이 치명적인 질병으로 발전했다." 1915년 4월 14일, 43세의 나이로 전성기에 있던 스크랴빈은 모스크바 아파트에서 패혈증으로 사망했다.

## 음악

스크랴빈의 연습곡, Op. 8, No. 12의 시작 부분

스크랴빈은 음악적 다재다능함을 추구하기보다는 거의 독점적으로 솔로 피아노와 오케스트라를 위해 작곡하는 것을 즐겼다. 그의 초기 피아노곡들은 쇼팽의 작품과 유사하며, 연습곡, 전주곡, 야상곡, 마주르카 등 쇼팽이 사용한 여러 장르의 음악을 포함한다. 스크랴빈의 음악은 생애 동안 빠르게 진화했다. 중기와 후기 작품들은 매우 특이한 화성과 텍스처를 사용한다.
스크랴빈 양식의 발전은 그의 10개의 피아노 소나타에서 추적할 수 있다. 초기 소나타들은 상당히 전통적인 후기 낭만주의 음악 양식으로 작곡되었으며 쇼팽과 때로는 리스트의 영향을 보여주지만, 후기 소나타들은 매우 다르며, 마지막 5개는 조표가 없다. 그 중 많은 구절들은 조성적으로 모호하다고 할 수 있지만, 1903년부터 1908년까지는 "조성적 통일성이 거의 알아채지 못하게 화성적 통일성으로 대체되었다."

### 1기 (1880년대–1903)
스크랴빈의 1기는 일반적으로 그의 초기 작품부터 교향곡 2번, Op. 29까지로 여겨진다. 이 시기의 작품들은 공통 관습 화성 언어를 사용하여 낭만주의 전통을 따른다. 그러나 스크랴빈의 목소리는 처음부터 존재하는데, 이 경우 그의 딸림음에 대한 애정과 부가음화음에 대한 애정에서 나타난다.

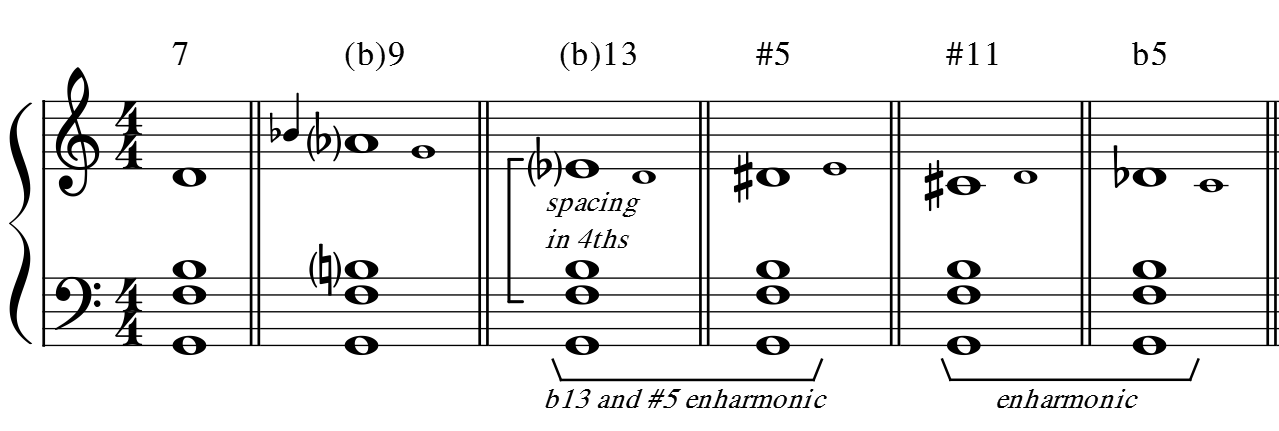
공통 관습 시대의 딸림화음 및 그 확장 형태의 일반적인 표기법. 왼쪽부터: 딸림7화음, 딸림9화음, 딸림13화음, 올림5도를 가진 딸림7화음, 5도에 상승 반음계적 부가음을 가진 딸림7화음, 내림5도를 가진 딸림7화음.

스크랴빈의 초기 화성 언어는 특히 13음 딸림 화음을 선호했으며, 보통 7음, 3음, 13음이 4도로 표기되었다. 이러한 보이싱은 쇼팽의 여러 작품에서도 볼 수 있다. 피터 사바흐에 따르면, 이 보이싱은 후기 신비화음의 주요 생성 원천이었다. 더 중요하게는, 스크랴빈은 9도, 변화된 5도, 올림 11도와 같이 두 개 이상의 다른 딸림7화음 강화를 동시에 결합하는 것을 선호했다. 그러나 이러한 경향에도 불구하고, 당시로서는 다소 더 불협화음적이었지만, 이 모든 딸림 화음은 전통적인 규칙에 따라 처리되었다. 즉, 부가음은 해당하는 인접 음으로 해결되었고, 전체 화음은 조성 및 온음계적, 기능 화성 내에 맞는 딸림음으로 취급되었다.

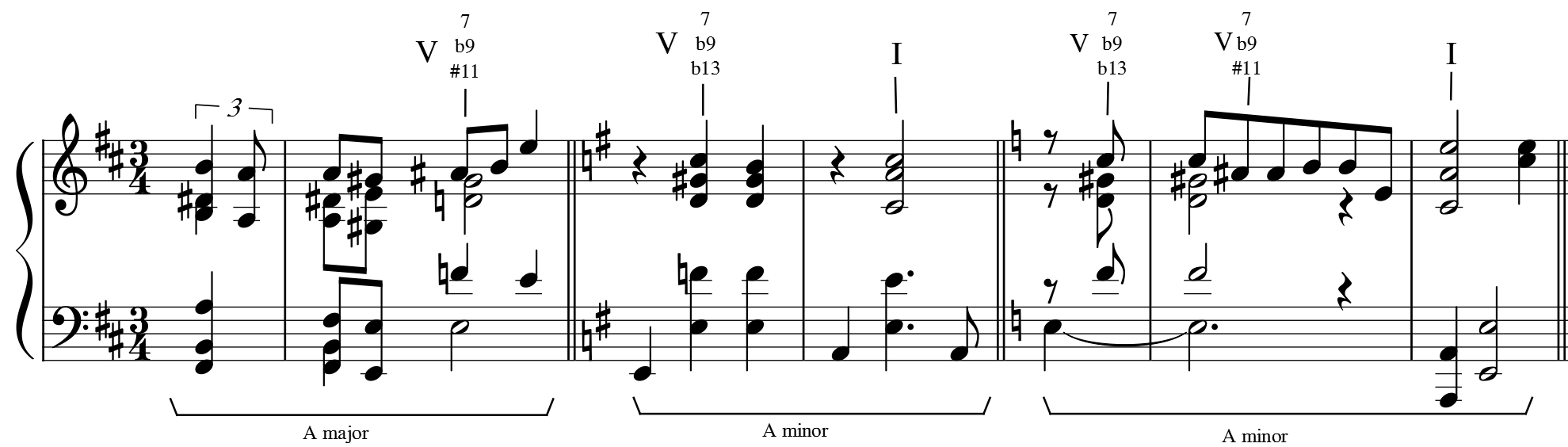
스크랴빈 초기 작품에서 강화된 딸림화음의 예시. 마주르카 Op. 3 (1888–1890)에서 발췌: 1번, 19–20마디, 68마디; 4번, 65–67마디.

### 2기 (1903–07)
이 시기는 스크랴빈의 소나타 4번, Op. 30으로 시작하여 소나타 5번, Op. 53과 법열의 시, Op. 54 무렵에 끝난다. 이 시기 동안 스크랴빈의 음악은 더욱 반음계적이고 불협화음적이 되지만, 여전히 대부분 기능적 조성을 따른다. 딸림 화음이 점점 더 확장되면서, 그들은 점차 긴장 기능을 잃는다. 스크랴빈은 자신의 음악이 빛나고 빛나는 느낌을 갖기를 원했고, 화음 음의 수를 늘림으로써 이를 시도했다. 이 시기에는 신비화음과 같은 복잡한 형태가 암시되지만, 여전히 쇼팽풍의 화성에서 그 뿌리를 보여준다.
처음에는 부가된 불협화음이 성부 진행에 따라 관습적으로 해결되지만, 점차 화음의 색채가 가장 중요하게 되는 체계로 초점이 이동한다. 나중에는 딸림화음의 불협화음 중 해결되는 것이 더 적어진다. Sabbagh에 따르면, "불협화음은 화음에서 색채 효과처럼 얼어붙고 굳어진다"; 부가된 음들은 화음의 일부가 된다.

### 3기 (1907–15)
나는 화성에 고음이 많을수록 더 빛나고, 더 선명하며, 더 화려하게 될 것이라고 결정했다. 그러나 음들을 논리적인 배열로 정리할 필요가 있었다. 그래서 나는 3도로 배열된 일반적인 13화음을 사용했다. 그러나 고음을 쌓는 것 자체가 그렇게 중요하지는 않다. 빛나고, 빛의 개념을 전달하려면, 화음에서 더 많은 음을 올려야 했다. 따라서 나는 음들을 올린다: 먼저 나는 빛나는 장3도를 취하고, 다음으로 5도와 11도도 올린다. 그렇게 해서 나의 화음이 형성되는데, 이는 완전히 올려져서 정말로 빛난다.
샘슨에 따르면, 스크랴빈의 소나타 5번의 소나타 형식은 작품의 조성 구조에 어느 정도 의미가 있지만, 그의 소나타 6번, Op. 62과 7번, Op. 64에서는 화성적 대비의 부재와 "음악의 누적된 추진력(보통 화성적 수단보다는 텍스처적 수단으로 달성됨)과 3부 형식의 형식적 제약" 사이에 형식적 긴장이 생성된다고 한다. 그는 또한 법열의 시와 불꽃을 향하여는 "'형식'과 '내용'의 훨씬 더 행복한 협력을 발견한다"고 주장하며, 9번, Op. 68("흑미사")와 같은 후기 소나타들은 더 유연한 소나타 형식을 사용한다고 한다.
클로드 허든에 따르면, 스크랴빈의 후기 음악에서 "조성은 거의 소멸될 정도로 약화되었지만, 조성의 가장 강력한 지표 중 하나인 딸림7화음이 우세하다. 그들의 근음이 단3도 또는 감5도로 진행하는 것은 [...] 암시된 조성을 소산시킨다."
[신비화음]은 딸림화음이 아니라 기본 화음, 즉 협화음이다. 실제로—협화음처럼 부드럽게 들린다.
이전에는 화음이 3도 또는 6도로 배열되었다. 그러나 나는 그들을 4도 또는 5도로 구성하기로 결정했다.

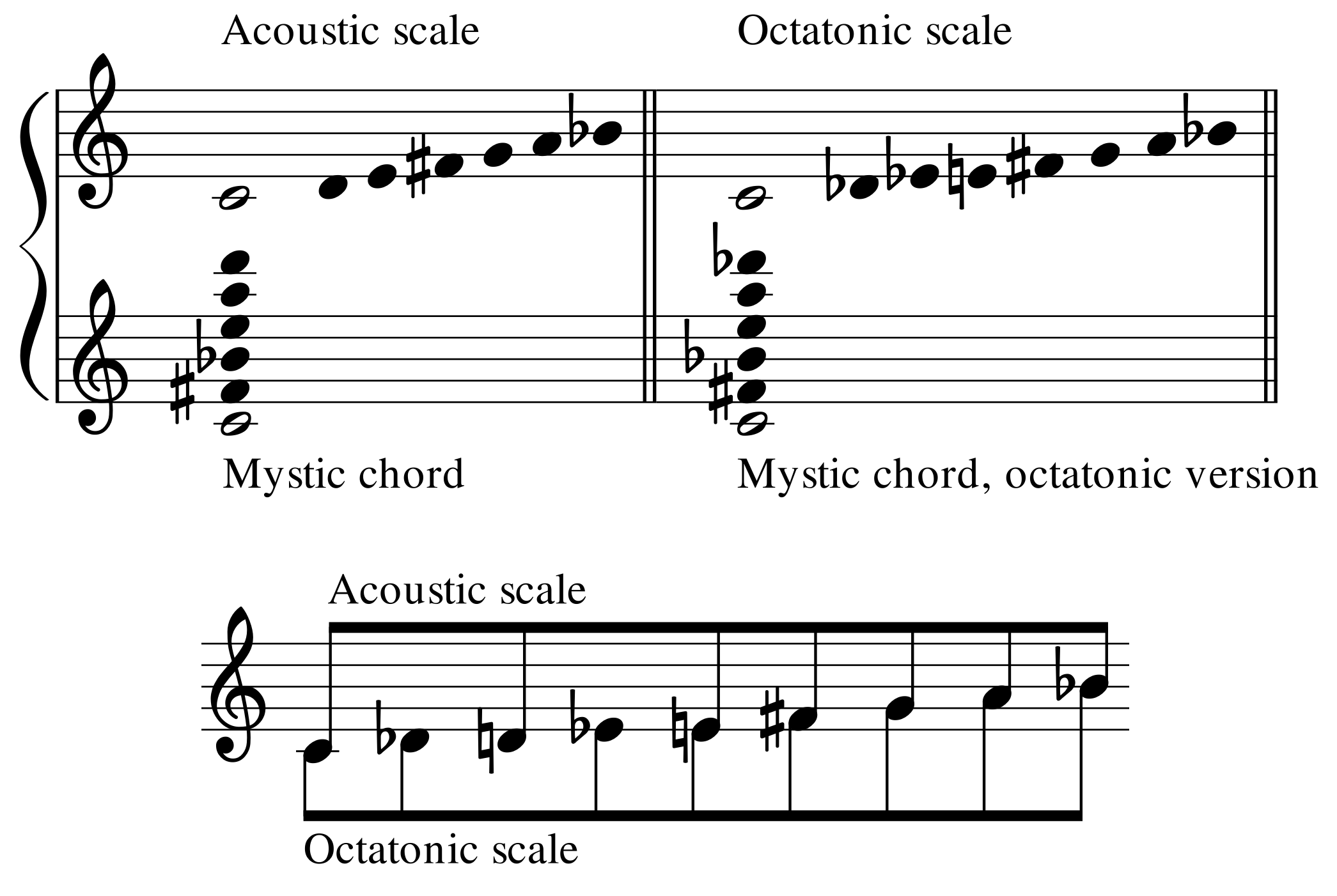
어쿠스틱 음계와 팔음음계, 그리고 이들의 결합

바르바라 데르노바는 다음과 같이 썼다. "으뜸음은 계속 존재했고, 필요하다면 작곡가는 그것을 사용할 수 있었다. 그러나 대부분의 경우, 그는 실제로 소리나는 으뜸음보다는 말하자면 먼 시야 속의 으뜸음 개념을 선호했다. 스크랴빈의 작품에서 으뜸음과 딸림음 기능의 관계는 근본적으로 바뀌었다. 왜냐하면 딸림음은 실제로 나타나고 다양한 구조를 가지는 반면, 으뜸음은 작곡가, 연주자, 그리고 청자의 상상 속에만 존재하는 것과 같기 때문이다."
이 시기의 대부분의 음악은 어쿠스틱 음계와 팔음음계뿐만 아니라 이들의 결합으로 인해 발생하는 9음 음계를 기반으로 한다.

## 철학
스크랴빈은 아르투어 쇼펜하우어, 리하르트 바그너, 프리드리히 니체와 같은 독일 작가들의 철학과 미학에 관심을 가졌으며, 이들은 그의 음악적, 철학적 사상에 큰 영향을 미쳤다. 그는 또한 신지학과 헬레나 블라바츠키의 저서에 관심을 보였고, 장 델빌과 같은 신지학자들과 교류했다. 스크랴빈은 일반적으로 신지학과 연관되어 있지만, "스크랴빈이 신지학을 진지하게 연구한 정도는 논란의 여지가 있지만, 그럼에도 불구하고 이러한 연관성은 그에게 상당한 언론 보도를 안겨주었다." 심지어 스크랴빈의 처남인 보리스 드 슐뢰저는 스크랴빈이 신지학에 대한 일반적인 관심에도 불구하고 결코 진지하게 받아들이지 않았으며, 특정 측면에 대해서는 실망하기도 했다고 말했다.
스크랴빈은 시를 통해 자신의 철학적 개념을 표현했으며, 법열의 시와 불꽃을 향하여를 포함한 그의 음악을 통해 그의 철학적 사상의 많은 부분을 전달했다.

### 신비주의
스크랴빈 철학의 주요 자료는 사후에 출판된 그의 공책에서 찾을 수 있다. 이 글들은 "나는 신이다"라는 선언을 담고 있다는 점에서 악명이 높다. 이 구절은 종종 신비주의에 익숙하지 않은 사람들에 의해 과대망상적인 인격의 발현으로 잘못 해석되지만, 사실 동서양 신비주의에서는 극도의 겸손을 선언하는 것이다. 이러한 전통에서 개인의 자아는 완전히 소멸되어 오직 신만이 남는다. 다양한 전통은 본질적으로 동일한 의식 상태를 지칭하기 위해 다른 용어(예: 파나, 삼매)를 사용해 왔다. 학자들은 스크랴빈의 신지학자 지위에 대해 논쟁하지만, 그가 신비주의자였다는 사실은 부인할 수 없으며, 특히 스크랴빈이 알고 지냈던 솔로비요프와 니콜라이 베르댜예프와 같은 러시아 신비주의자와 영적 사상가들의 영향을 받았다. 러시아 신비주의의 기반인 전일성 개념은 스크랴빈의 "나는 신이다"라는 선언에 또 다른 기여 요인이다. 모든 것이 서로 연결되어 있고 모든 것이 신이라면, 나 또한 다른 모든 것만큼이나 신이라는 것이다.

### 러시아 우주주의
최근 연구는 스크랴빈을 초기 러시아 우주주의 전통 내에 위치시켰다. 니콜라이 표도로프와 솔로비요프의 사상에서 비롯된 러시아 우주주의는 영성과 기술을 통합하여 우주적 진화 속에서 인류를 통합하고자 했다. 이러한 우주주의 사상은 러시아에서 큰 인기를 끌었고, 시대의 아들이었던 스크랴빈은 "후기 제정 러시아의 전형적인 사상을 창조적으로 적용"했으며 "그의 지적 동시대인들의 통일성과 삶의 변혁에 대한 종말론적 비전에 대한 몰두와 일치하는 개념"을 강조했다. 스크랴빈은 솔로비요프, 베르댜예프, 세르게이 불가코프와 같은 인물과 그들의 영적 사상에 깊이 영향을 받았다. 러시아 우주주의는 기술에서 영성에 이르기까지 다양한 수단을 통해 인류를 우주적 능동 진화와 변혁 임무에 통합하는 것을 목표로 하는 행동 지향적 전통이다. 스크랴빈의 러시아 우주주의에 대한 독특한 공헌은 "그의 철학에서 음악의 역할이 핵심적"이었다는 점이며, 음악이 우주주의 목표를 달성하는 변혁적인 힘을 가지고 있다고 믿었다. 이는 종교적, 과학적, 기술적 수단에 더 집중했던 다른 우주주의자들과 대조된다. 스크랴빈의 철학은 음악과 영성을 통합하여, 이들을 신비로운 합일에 이르는 상호 연결된 길로 보았다.
스크랴빈의 작품은 예술, 우주, 일원론, 운명, 그리고 인류의 공통 과업과 같은 핵심적인 우주주의 주제를 반영한다. 비행과 우주 탐사 주제를 담고 있는 그의 음악은 인류의 우주적 운명에 대한 우주주의적 믿음과 일치한다. 그의 철학적 사상, 특히 그가 신이라는 선언과 통일성 및 다양성에 대한 생각은 인간, 신, 자연 간의 통일성을 강조하는 초기 러시아 우주주의의 신비로운 맥락에서 이해되어야 한다.

### 미스테리움
스크랴빈의 철학적 사상이 담겨 있는 완성된 작품들(예: 법열의 시, 프로메테우스: 불의 시, 불꽃을 향하여) 외에, 아마도 그의 미완성 작품인 미스테리움은 그의 신비-철학적 세계관의 정점을 보여줄 것이다. 스크랴빈은 "예술을 통해 인류를 재창조해야 한다는 사명을 믿게 되었다. 이 목표는 '미스터리'라고 불리는 작품을 통해 달성될 예정이었는데, 이 작품은 7일 동안 진행되며, 모든 표현 수단과 모든 인류를 포함하고, 세상을 황홀경으로 변화시킬 것이었다." 통일, 초월, 예술의 종합, 변형에 대한 아이디어들이 미스테리움을 관통한다.

## 색깔의 영향

스크랴빈의 공감각 변형에서 가시광선과의 관계를 보여주기 위해 오도권으로 배열된 조들

스크랴빈의 후기 작품들은 종종 공감각의 영향을 받은 것으로 여겨지는데, 이는 한 감각에서 자극에 반응하여 다른 감각에서 비자발적인 느낌을 경험하는 상태이다. 하지만 스크랴빈이 실제로 이러한 경험을 했는지는 의문이다. 그의 색깔 체계는 대부분의 공감각 경험과는 달리 오도권과 일치하는데, 이는 그가 아이작 뉴턴의 광학을 기반으로 한 개념적 체계였음을 증명하는 경향이 있다.
스크랴빈은 그의 이론에서 같은 으뜸음을 가진 장조와 단조의 차이를 인식하지 못했다(예: 다단조와 다장조). 실제로, 신지학의 영향을 받아 그는 선구적인 멀티미디어 공연이 될 수 있었던 방향으로 그의 공감각 체계를 발전시켰다: 그의 미완성 대작 미스테리움은 음악, 향기, 춤, 빛을 포함하는 일주일간의 공연으로, 히말라야 산기슭에서 행복 속에서 세상의 해체를 가져올 것이었다.
그의 자서전적 회고록에서 라흐마니노프는 스크랴빈과 림스키코르사코프가 색깔과 음악의 연관성에 대해 나눈 대화를 기록했다. 라흐마니노프는 림스키코르사코프가 스크랴빈과 음악 조와 색깔의 연관성에 대해 동의한다는 것을 알고 놀랐다. 회의적이었던 라흐마니노프는 두 작곡가가 관련된 색깔에 항상 동의하지는 않는다는 명백한 반론을 제기했다. 둘 다 라장조는 황금빛 갈색이라고 주장했지만, 스크랴빈은 내림마장조를 붉은 보라색과 연결시켰고, 림스키코르사코프는 파란색을 선호했다. 림스키코르사코프는 라흐마니노프의 오페라 인색한 기사의 한 구절이 그들의 주장과 일치한다고 반박했다: 늙은 남작이 횃불 불빛에 금과 보석이 반짝이는 보물 상자를 여는 장면은 라장조이다. 스크랴빈은 라흐마니노프에게 "당신의 직관은 당신이 존재 자체를 부정하려 했던 법칙을 무의식적으로 따랐다"고 말했다.
스크랴빈은 소수의 관현악곡만을 작곡했지만, 이들은 그의 가장 유명한 작품 중 일부이며 자주 연주된다. 여기에는 피아노 협주곡 (1896)과 5개의 교향곡이 포함된다. 세 개의 번호가 붙은 교향곡, 법열의 시 (1908), 그리고 프로메테우스: 불의 시 (1910)는 "클라비에르 아 뤼미에르" 또는 루체(이탈리아어로 "빛")라고 알려진 기계 부분을 포함하는데, 이는 스크랴빈의 교향시 연주를 위해 특별히 고안된 컬러 오르간이다. 이것은 피아노처럼 연주되었지만, 소리 대신 콘서트홀의 스크린에 색깔 있는 빛을 투사했다. 이 곡의 대부분의 공연(초연 포함)은 이 빛 요소를 생략했지만, 1915년 뉴욕에서 열린 공연에서는 스크린에 색깔을 투사했다. 이 공연이 영국의 화가 A. 월러스 리밍턴이 발명한 컬러 오르간을 사용했다는 것은 잘못된 주장이다. 사실, 그것은 조명 공학 협회 회장인 프레스턴 S. 밀러가 직접 감독하고 뉴욕에서 공연을 위해 특별히 제작한 새로운 장치였다.
1969년 11월 22일, 이 작품은 존 마우체리와 예일 심포니 오케스트라에 의해 작곡가의 색채 악보와 예일대 물리학과에서 대여한 새로 개발된 레이저 기술을 사용하여 완전히 구현되었으며, 관객이 착용한 마일라 조끼에 색채를 투영한 리처드 N. 굴드가 디자인했다. 예일 심포니는 1971년에 이 공연을 반복했고 그 해 샹젤리제 극장에서 파리 초연으로 추정되는 공연을 위해 이 작품을 파리로 가져왔다. 이 작품은 2010년 예일에서 다시 상연되었다 (애나 M. 가우보이의 구상 - 유튜브, 그녀는 저스틴 타운센드와 함께 Scriabin and the Possible을 저술했다).
스크랴빈의 원래 색깔 건반과 그에 연결된 색깔 램프 회전판은 현재 아르바트 근처 모스크바에 있는 그의 아파트에 보존되어 있으며, 이 아파트는 그의 삶과 작품에 헌정된 박물관으로 사용되고 있다.

## 녹음 및 연주자

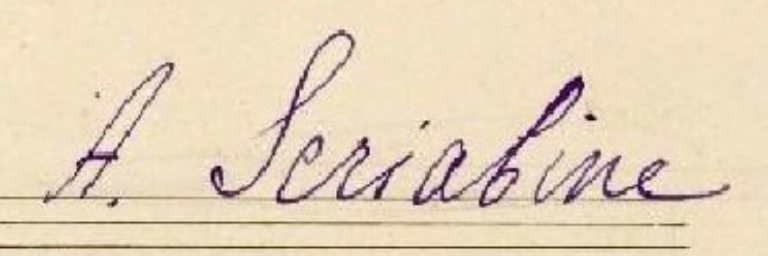
두 개의 시, Op. 63 필사본에서 발췌한 자필 서명. 작곡가는 프랑스어 철자인 "Scriabine"을 사용했다.

스크랴빈 자신은 19개의 자작곡을 녹음했으며, 이는 벨테-미뇽(Welte-Mignon)용 6개, 라이프치히의 루드비히 후펠트(Ludwig Hupfeld)용 14개를 포함하여 총 20개의 피아노 롤에 담겼다. 벨테 롤은 1910년 2월 모스크바에서 녹음되었으며, 재생되어 CD로 출판되었다. 후펠트용으로 녹음된 것 중에는 소나타 2번과 3번 (Op. 19 및 23)이 포함된다. 스크랴빈의 피아노 연주에 대한 이러한 간접적인 증거는 엇갈린 비평을 불러일으켰지만, 특정 피아노 롤 기술의 한계라는 맥락에서 녹음을 면밀히 분석하면 그가 선호했던 자유로운 연주 스타일을 이해하는 데 도움이 될 수 있다. 이 스타일은 템포, 리듬, 아티큘레이션, 다이내믹스, 때로는 음표에서도 즉흥적인 변화가 특징이다.
스크랴빈을 특히 비평가들의 찬사를 받으며 연주한 피아니스트로는 블라디미르 소프로니츠키, 블라디미르 호로비츠, 스뱌토슬라프 리흐테르 등이 있다. 소프로니츠키는 스크랴빈을 직접 만난 적이 없는데, 부모님이 그가 병 때문에 콘서트에 가는 것을 금했기 때문이다. 소프로니츠키는 그들을 용서한 적이 없다고 말했지만, 스크랴빈의 딸 옐레나와 결혼했다. 호로비츠에 따르면, 그가 11살 때 스크랴빈 앞에서 연주했을 때, 스크랴빈은 열정적으로 반응하며 그에게 완전한 음악적 및 예술적 교육을 추구하도록 격려했다. 라흐마니노프가 스크랴빈의 음악을 연주했을 때, 스크랴빈은 그의 피아노 연주와 그의 찬미자들을 지상적이라고 비판했다.
솔로 피아노 작품 전곡은 고든 페르구스-톰슨, 페르베즈 모디, 마리아 레트베르크, 조지프 빌라, 마이클 폰티, 엘리나 악셀루드 등이 녹음했다. 출판된 소나타 전곡은 드미트리 알렉세예프, 아시케나지, 로버트 타웁, 호콘 아우스트보, 보리스 베르만, 베른트 글렘저, 마르크앙드레 아믈랭, 야코프 카스만, 루스 라레도, 존 오그던, 게릭 올슨, 로베르토 시돈, 아나톨 우고르스키, 안나 말리코바, 마리안젤라 바카텔로, 미하일 보스크레센스키, 그리고 이고리 주코프 등 여러 연주자가 녹음했다.
2015년, 독일-오스트레일리아 피아니스트 스테판 아머는 더 스크랴빈 프로젝트 콘서트 시리즈의 일환으로 그의 제자들인 메클라 쿠마르, 콘스탄틴 샴라이, 애슐리 히바르와 함께 오스트레일리아의 여러 장소에서 스크랴빈을 기렸다.

## 평가와 영향
1915년 4월 16일 스크랴빈의 장례식에는 너무나 많은 사람들이 참석하여 입장권을 발행해야 했다. 영구차를 든 라흐마니노프는 이후 스크랴빈 가족을 위해 오직 스크랴빈의 음악만을 연주하며 러시아 대규모 순회공연을 시작했다. 이는 라흐마니노프가 자신의 곡 외에 다른 피아노 음악을 공개적으로 연주한 첫 번째 사례였다. 프로코피예프는 스크랴빈을 존경했고, 그의 찰나의 환영은 스크랴빈의 음색과 스타일에 큰 유사성을 보인다. 또 다른 존경자는 영국 작곡가 카이코스루 샤푸르지 소랍지였는데, 그는 스크랴빈의 인기가 크게 떨어졌던 시기에도 그를 옹호했다. 에런 코플런드는 스크랴빈의 주제적 소재를 "정말 개성적이고 정말 영감을 받았다"고 칭찬했지만, 스크랴빈이 "이 진정 새로운 감정체를 낡은 고전 소나타 형식, 재현부 등등의 강압적인 틀에 넣었다"고 비판하며 이를 "모든 음악에서 가장 특이한 실수 중 하나"라고 불렀다.
세르게이 프로코피예프와 이고르 스트라빈스키의 작품과 달리, 니콜라이 로슬라베츠의 작품은 종종 스크랴빈의 직접적인 확장으로 여겨진다. 그러나 스크랴빈의 음악과 달리 로슬라베츠의 음악은 신비주의로 설명되지 않았고, 결국 작곡가에 의해 이론적 설명이 주어졌다. 로슬라베츠만이 스크랴빈의 음악 언어를 혁신적으로 확장한 유일한 인물은 아니었다. 파인베르크, 세르게이 프로토포포프, 니콜라이 먀스콥스키, 알렉산드르 모솔로프와 같은 꽤 많은 소련 작곡가 및 피아니스트들이 스탈린주의 정치로 인해 사회주의 리얼리즘을 선호하게 되어 이러한 유산이 억압될 때까지 이 유산을 따랐다.
스크랴빈의 음악은 1930년대 서양에서 크게 폄하되었다. 영국에서는 에이드리언 볼트 경이 BBC 프로그램 제작자 에드워드 클라크가 선택한 스크랴빈 곡들을 연주하기를 거부하며 "사악한 음악"이라고 불렀고, 심지어 1930년대에는 스크랴빈의 음악을 방송에서 금지하기까지 했다. 1935년 제럴드 에이브러햄은 스크랴빈을 "병적이고 에로틱하며 광적인 자아도취자"라고 불렀다. 동시에 1927년에 스크랴빈의 피아노 음악 카탈로그를 편찬한 피아니스트 에드워드 미첼은 자신의 독주회에서 그의 음악을 옹호하며 그를 "베토벤 이후 가장 위대한 작곡가"로 여겼다.
스크랴빈의 음악은 그 이후 완전히 재평가되어 전 세계 주요 콘서트홀에서 연주될 수 있게 되었다. 2009년, 로저 스크러턴은 스크랴빈을 "현대 작곡가 중 가장 위대한 한 명"이라고 불렀다.
2020년, 스크랴빈의 흉상이 모스크바 음악원의 소강당에 설치되었다.

## 친척 및 후손

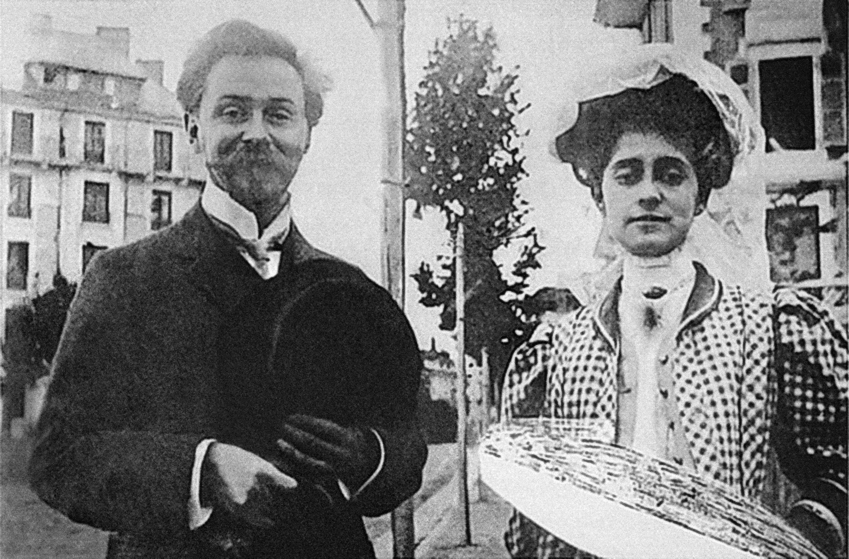
타티아나와 함께 있는 스크랴빈, 1909년

스크랴빈은 1957년부터 2003년까지 영국의 러시아 정교회 교구를 이끌었던 저명한 주교인 수로우지의 안토니 대주교의 삼촌이었다. 스크랴빈은 소련 외무부 장관 뱌체슬라프 몰로토프와 친척 관계가 아니었다. 몰로토프의 본명은 뱌체슬라프 스크랴빈이었다. 펠릭스 추예프가 러시아어로 "몰로토프, 반자유주의 폭군"이라는 제목으로 출판한 그의 회고록에서 몰로토프는 그의 형 니콜라이 스크랴빈이 작곡가이기도 했지만 알렉산드르 스크랴빈과 혼동되지 않기 위해 니콜라이 놀린스키라는 이름을 채택했다고 설명한다.
스크랴빈은 총 7명의 자녀를 두었다. 첫 결혼에서 림마(리마), 옐레나, 마리나 (1901–1989), 레프가 있었고, 두 번째 결혼에서 아리아드나 (1906–1944), 율리안, 마리나가 있었다. 림마는 1905년에 7세의 나이로 장 문제로 사망했다. 마리나는 제2모스크바 예술극장의 배우가 되었고 블라디미르 타타리노프 감독의 아내가 되었다. 레프도 1910년에 7세의 나이로 사망했다. 이 시점에서 스크랴빈과 그의 첫 아내와의 관계는 상당히 악화되었고, 스크랴빈은 장례식에서 그녀를 만나지 않았다.
아리아드나는 프랑스 레지스탕스의 영웅이 되었고, 사후에 크루아 드 게르와 레지스탕스 메달을 수상했다. 그녀의 세 번째 결혼은 시인이자 제2차 세계 대전 레지스탕스 전사였던 다비트 크누트와 이루어졌는데, 그 후 그녀는 유대교로 개종하고 사라라는 이름을 사용했다. 그녀는 시온주의 저항 운동인 유대군을 공동 창설했으며 툴루즈의 사령부와 타른 지구의 파르티잔 부대 간의 통신을 담당했고, 파르티잔에게 무기를 운반하는 임무를 맡아 프랑스 민병대의 매복 공격을 받아 사망했다.

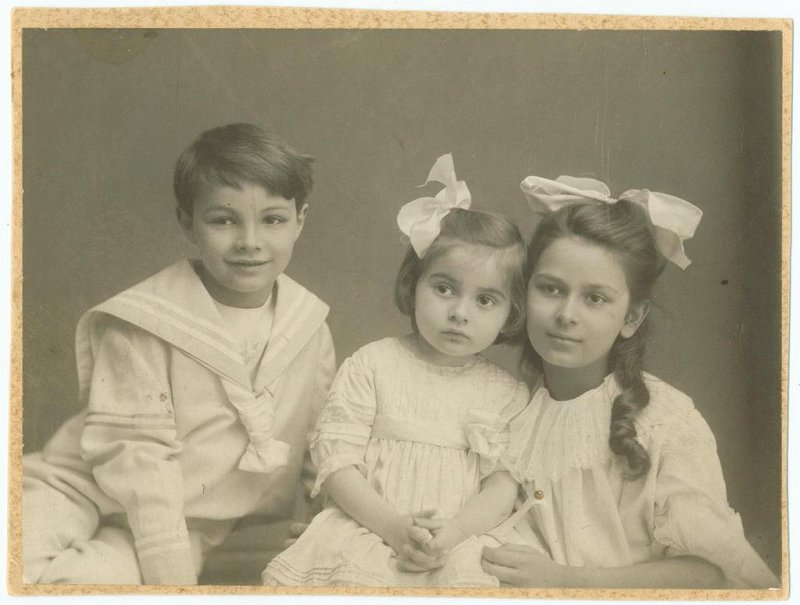
타티아나와의 스크랴빈의 자녀들: 율리안, 마리나, 아리아드나, 1913년경

아리아드나의 딸(프랑스 작곡가 데이비드 라자루스와의 첫 결혼을 통해 얻은), 베티(엘리자베스) 크누트-라자루스는 프랑스 레지스탕스의 유명한 십대 영웅이 되었고, 조지 S. 패튼으로부터 은성훈장과 프랑스 크루아 드 게르를 직접 수상했다. 전쟁 후 그녀는 시온주의 레히 (슈테른 갱)의 활동적인 일원이 되어 무장 단체를 위한 특수 작전을 수행했으며, 1947년에는 영국 목표물에 대한 테러 편지 폭탄 캠페인을 시작하고 팔레스타인 위임통치령으로 유대인 이민자들이 여행하는 것을 막으려 했던 영국 선박에 폭발물을 설치한 혐의로 투옥되었다. 프랑스에서 영웅으로 여겨졌던 그녀는 조기 석방되었지만 1년 후 폴케 베르나도테 살해 사건에 연루된 혐의로 이스라엘에서 투옥되었다. 이 혐의는 나중에 기각되었다. 석방 후 그녀는 23세에 이스라엘 베르셰바에 정착하여 세 자녀를 두었으며, 베르셰바의 문화 중심지가 된 나이트클럽을 설립했다. 그녀는 38세에 사망했다.
총 아리아드나의 자녀 중 세 명은 전쟁 후 이스라엘로 이민을 갔는데, 그녀의 아들 엘리(1935년생)는 이스라엘 해군에서 선원이자 저명한 고전 기타리스트가 되었고, 아들 요제프(요시, 1943년생)는 이스라엘 특수부대에서 복무한 후 시인이 되어 어머니에게 헌정하는 많은 시를 출판했다. 그녀의 증손자 중 한 명은 베티 크누트-라자루스를 통해 태어난 엘리샤 아바스로, 이스라엘의 콘서트 피아니스트이다.
신동이었던 율리안은 작곡가이자 피아니스트였으나, 11세(1919년)에 우크라이나의 드니프로강에서 익사로 사망했다.

## 작품 목록

### 관현악곡
- 론도 Op.?
- 현악합주를 위한 스케르초 바장조 Op.18a
- 피아노 협주곡 올림바단조 Op.20
- 교향적 시곡 라단조 WoO.24
- 몽상전주곡 Op.24
- 현악합주를 위한 안단테 가장조 Op.20a
- 교향곡 1번 마장조 Op.26 '예술적인 시'
- 교향곡 2번 다단조 Op.29 '초인적인 시'
- 교향곡 3번 다단조 Op.43 '신성한 시'
- 교향곡 4번 다장조 Op.54 '법열의 시'
- 교향시 '프로메테우스 불의 시' Op.60

### 피아노곡

#### 피아노 소나타
- 피아노 소나타 1번 바단조 Op.6
- 피아노 소나타 2번 올림바단조 Op.19
- 피아노 소나타 3번 올림바단조 Op.23
- 피아노 소나타 4번 올림바장조 Op.30
- 피아노 소나타 5번 올림바장조 Op.53
- 피아노 소나타 6번 (사장조) Op.62
- 피아노 소나타 7번 (올림바장조) "백미사" Op.64
- 피아노 소나타 8번 (가장조) Op.66
- 피아노 소나타 9번 (바장조) "흑미사" Op.68
- 피아노 소나타 10번 (다장조) Op.70
- 피아노 소나타 내림마단조 WoO.19[78]
- 피아노 소나타 올림사단조 WoO.6 '환상'
- 피아노 소나타 올림다단조 Op.11a

#### 연습곡
- 연습곡 내림 라장조 Op.8a
- 연습곡 올림 바장조 Op.9a
- 연습곡 올림 다단조 Op.2/1
- 연습곡 올림 라단조 WoO.22
- 12개의 연습곡 Op.8
- 8개의 연습곡 Op.42
- 연습곡 Op.49/1
- 연습곡 Op.56/4
- 3개의 연습곡 Op.65

#### 전주곡
- 라단조 전주곡 Op.??
- 나장조 전주곡 Op.2/2
- 올림 다단조 전주곡 Op.9/1
- 24개의 전주곡 Op.11
- 6개의 전주곡 Op.13
- 5개의 전주곡 Op.15
- 5개의 전주곡 Op.16
- 7개의 전주곡 Op.17
- 4개의 전주곡 Op.22
- 2개의 전주곡 Op.27
- 4개의 전주곡 Op.31
- 4개의 전주곡 Op.33
- 3개의 전주곡 Op.35
- 4개의 전주곡 Op.37
- 4개의 전주곡 Op.39
- 전주곡 내림 마장조 Op.45/3
- 4개의 전주곡 Op.48
- 전주곡 바장조 Op.49/2
- 전주곡 가단조 Op.51/2
- 전주곡 내림 마장조 Op.56/1
- 전주곡 Op.59/2
- 2개의 전주곡 Op.67
- 5개의 전주곡 Op.74

#### 시곡
- 2개의 시곡 Op.32
- 비극적 시곡 내림나장조 Op.34
- 악마적 시곡 다장조 Op.36
- 시곡 내림라장조 Op.41
- 2개의 시곡 Op.44
- 환상적 시곡 Op.45/2
- 날개달린 시곡 Op.51/3
- 시곡 다장조 Op.52/1
- 나른한 시곡 Op.52/3
- 시곡 Op.59/1
- 야상적 시곡 Op.61
- 2개의 시곡 Op.63
- 2개의 시곡 Op.69
- 2개의 시곡 Op.71
- 불꽃을 향하여 Op.72

#### 소곡
- 3개의 소곡 Op.2
- 3개의 소곡 Op.45
- 3개의 소곡 Op.49
- 4개의 소곡 Op.51
- 3개의 소곡 Op.52
- 4개의 소곡 Op.56
- 2개의 소곡 Op.57
- 2개의 소곡 Op.59

#### 왈츠
- 왈츠 내림 라장조 WoO.8
- 왈츠 올림 사단조 WoO.7
- 왈츠 바단조 Op.1
- 즉흥왈츠 내림 마 장조 Op.13a
- 왈츠 내림 가장조 Op.38
- 번외: '왈츠처럼 (왈츠와 같은)' Op.47

#### 즉흥곡
- 마주르카와 즉흥 다장조 Op.2/3
- 2개의 마주르카 풍 즉흥곡 Op.7
- 2개의 즉흥곡 Op.10
- 2개의 즉흥곡 Op.12
- 2개의 즉흥곡 Op.14

#### 마주르카
- 10개의 마주르카 Op.3
- 9개의 마주르카 Op.25
- 2개의 마주르카 Op.40
- 마주르카 나장조 WoO.14
- 3개의 마주르카 WoO.11, WoO.15, WoO.16

#### 야상곡
- 2개의 야상곡 Op.5
- 야상곡 내림가장조 WoO.3
- 번외: ‘왼손을 위한 전주곡과 야상곡’ Op.9

#### 단곡(短曲, Albumblatt)
- 단곡 내림가장조 WoO.17
- 단곡 내림마장조 WoO.45/1
- 단곡 F샤프장조 WoO.25
- 단곡 Op.58

#### 무곡
- 노골적인 무곡 Op.51/4
- 춤추는 Op.57/2
- 2개의 무곡 Op.73

#### 환상곡
- 2대의 피아노를 위한 환상곡 가단조 WoO.18
- 환상곡 나단조 Op.28

#### 스케르초
- 스케르초 내림 마장조 WoO.4
- 스케르초 내림 가장조 WoO.5
- 스케르초 Op.46

#### 푸가
- 푸가 바단조 WoO.12
- 푸가 바단조 WoO.13
- 푸가 마단조 WoO.20

#### 그 외 피아노곡
- 카논 라단조 WoO.1
- 헝가리 광시곡 Op.?
- 에고로프 변주곡 바단조 WoO.9
- 발라드 내림 나단조 Op.14a
- 피아노 전주곡 내림 라단조 Op.16
- 알레그로 아파시오나토 내림 마단조 Op.4[79]
- 연주회용 알레그로 내림 나 단조 Op.18
- 2대의 피아노를 위한 알레그로 라단조 Op.?
- 폴로네즈 내림 나단조 Op.21
- “꿈” 다장조 Op.49/3
- “취약성” Op.51/1
- “수수께끼” Op.52/2
- “아이러니” C장조 Op.56/2
- “뉘앙스” Op.56/3
- “염원” Op.57/1
- “춤추는 ” Op.57/2
- “가면” Op.63/1
- “기묘” Op.63/2
- “환상적인” Op.71/1
- “꿈꾸는” Op.71/2
- “화환들” Op.73/1
- “어두운 불꽃” Op.73/2

### 그 외
- 이중주 라단조 WoO.10
- 호른과 피아노를 위한 로망스 WoO.21
- 성악과 피아노를 위한 로망스 WoO.2
- 오페라 “키스투트와 비루타(Keistut and Biruta)” Op.?
- 현악 사중주 “러시아 주제에 의한 변주곡” 사장조 WoO.23
- 신비극 WoO.40
- 발레 “뉘앙스” Op.?

### 내용주
1. ↑  /skriˈɑːbɪn/,[1] /[미지원 입력]skriˈæbɪn/;[2] 러시아어: Александр Николаевич Скрябин, IPA: [ɐlʲɪˈksandr nʲɪkɐˈla(j)ɪvʲɪtɕ ˈskrʲæbʲɪn], 과학적 키릴 문자 음역: Aleksandr Nikolaevič Skrjabin; 또한 스크리아빈, 스크랴빈, 그리고 (프랑스어로는) 스크리아빈으로 다양하게 음역된다. 틀:Family name explanation 작곡가 본인은 프랑스어 철자 "Scriabine"을 사용했는데, 이는 그의 생전 영어 출판물에서 가장 많이 사용된 철자이기도 하다. 그의 작품 초판본에는 "Scriabine", "Scriàbine", 그리고 "Skrjábin 보관됨 19 3월 2021 - 웨이백 머신"이 사용되었다.

### 인용
1. ↑  〈Scriabin〉. 《Merriam-Webster Online》. 브리태니커 백과사전. 2014년 2월 6일에 확인함.
〈Scriabin〉. 《Random House Dictionary》. Dictionary.com. 2021년 3월 19일에 원본 문서에서 보존된 문서. 2014년 2월 6일에 확인함.
2. ↑  Wells, John C. (2008). 《Longman Pronunciation Dictionary》 3판. Longman. ISBN 978-1-4058-8118-0.
3. 1 2 3  Deane L. Root (편집.). 〈Skryabin [Scriabin], Aleksandr Nikolayevich〉. 《Grove Music Online. Oxford Music Online》. Oxford University Press. (구독 필요)
4. ↑  E. E. Garcia (2004): Rachmaninoff and Scriabin: Creativity and Suffering in Talent and Genius 보관됨 25 9월 2009 - 웨이백 머신. Psychoanalytic Review, 91: 423–42.
5. 1 2 3  Bowers 1996.
6. 1 2  Ivan Grezin. Nikolai Scriabin: First Russian Consul in Lausanne 보관됨 19 3월 2021 - 웨이백 머신 article from NashaGazeta.ch, 23 November 2011 (in Russian and French)
7. ↑  러시아 과학 아카데미 (1994). Cultural Heritage of the Russian Emigration, 1917–1940. Volume 1 // ed. by Eugene Chelyshev, Dmitry Shakhovskoy.  Moscow: Nasledie, p. 507–509 ISBN 5-201-13219-7
8. ↑  Velvet Book. Chapter 11, 59–70: Yaroslvaskiy and Schetinin families at Genealogia.ru (in Russian)
9. 1 2  Yuri Khanon (1995). Scriabin As a Face. Saint Petersburg: Liki Rossii, p. 13 ISBN 5-87417-026-X
10. ↑  Bowers 1996, 132–133쪽.
11. ↑  Bowers 1996, 120쪽.
12. ↑  Bowers 1996, 121쪽.
13. 1 2  Scholes, Percy (1969) [1924]. 《Crotchets: A Few Short Musical Notes》. 프리포트 (뉴욕주): Books for Libraries Press. 141쪽. ISBN 978-0-7222-5836-1. OCLC 855415. ISBN is for January 2001 edition.
14. ↑  Bowers 1996, 154쪽.
15. ↑  Bowers 1996, 60쪽.
16. ↑  Bowers 1996, 315쪽.
17. ↑  Bowers, Faubion. 《The New Scriabin》. 47쪽.
18. ↑  Potvin, Gilles. “Alfred La Liberté”. 《The Canadian Encyclopedia》. 2021년 3월 19일에 원본 문서에서 보존된 문서. 2019년 12월 10일에 확인함.
19. ↑  Minderovic, Zoran. [(영어) https://www.allmusic.com/artist/q7982 “Alexander Scriabin”] |url= 값 확인 필요 (도움말). 《Biography》. Allmusic. 2007년 12월 9일에 확인함.
20. ↑  Benson, Robert E. (October 2000). “Scriabin's Mysterium”. 《Nuances. Preparation for The Final Mystery》. Classical CD Review. 30 December 2007에 원본 문서에서 보존된 문서. 9 December 2007에 확인함.
21. ↑  Bowers 1996, 2:264쪽.
22. ↑  Bowers 1996, 270–271쪽.
23. ↑  Bowers 1996, 278쪽.
24. ↑  Roberts, Peter Deane (2002). 《Music of the Twentieth-Century Avant-Garde: A Biocritical Sourcebook》. Connecticut: Greenwood Press. 483쪽. ISBN 9780313017230. 2021년 3월 19일에 원본 문서에서 보존된 문서. 2020년 10월 15일에 확인함.
25. ↑  Macdonald 1978, 7쪽.
26. 1 2  Samson, Jim (1977). 《Music in Transition: A Study of Tonal Expansion and Atonality, 1900–1920》. New York: W. W. Norton & Company. ISBN 978-0-393-02193-6. OCLC 3240273.
27. ↑  Samson, Jim (1977). 《Music in Transition: A Study of Tonal Expansion and Atonality, 1900–1920》. W.W. Norton & Company. 156–157쪽. ISBN 978-0-393-02193-6.
28. 1 2 3 4 5 6  Sabbagh, Peter (2001). 《The Development of Harmony in Scriabin's Works》. Universal-Publishers. ISBN 978-1-58112-595-5.
29. 1 2  Sabbagh 2003, 16쪽.
30. ↑  Sabbagh 2003, 17–18쪽.
31. ↑  Sabbagh 2003, 24쪽.
32. ↑  Taken from Musik-Konzepte 32/33, p. 8.
33. ↑  Herndon, Claude H. (1982–83). 《Skryabin's new harmonic vocabulary in his sixth sonata》. Journal of Musicological Research. 354쪽.
34. 1 2  Kallis, Vasily (2008). 《Principles of Pitch Organization in Scriabin's Early Post-tonal Period: The Piano Miniatures》. 《Music Theory Online》 14 (Society for Music Theory). doi:10.30535/mto.14.3.2.
35. ↑  Sabbagh 2003, 40쪽.
36. 1 2  Leonid Sabaneev, Vospominanija o Skrjabine, Moscow 1925, p. 47, quoted in Musik-Konzepte 32/33, p. 8.
37. ↑  Guenther, Roy J. (1979). 《Varvara Dernova's Garmoniia Skriabina: A Translation and Critical Commentary》. PhD Dissertation, 미국 가톨릭 대학교. 67쪽.
38. ↑  Ballard, Lincoln M. (Summer 2012). 《A Russian Mystic in the Age of Aquarius: The U.S. Revival of Alexander Scriabin in the 1960s》. 《American Music》 30. 194–227쪽. doi:10.5406/americanmusic.30.2.0194. ISSN 0734-4392. S2CID 191613100. Archive
39. ↑  Ballard, Bengtson & Bell Young 2017, 122–125쪽.
40. ↑  de Schloezer, Boris (1987). 《Scriabin: Artist and mystic》. Berkeley: University of California Press. 68–9쪽.
41. ↑  Alexander Skryabin (2018). The notebooks of Alexander Skryabin. Edited by Simon Nicholls. New York: Oxford University Press, 68 and 70.
42. ↑  Simon Morrison (2019). Russian opera and the symbolist movement. Oakland: University of California Press, 187-8.
43. ↑  Starcevic, Vladan (February 2012). 《The life and music of Alexander Scriabin: megalomania revisited》. 《Australasian Psychiatry》 (영어) 20. 57–60쪽. doi:10.1177/1039856211432480. PMID 22357678. S2CID 44608320.
44. 1 2  Yansori, Ali (2023년 12월 7일). 《Alexander Scriabin as a Russian Cosmist》. 《Studies in East European Thought》 (영어) 76. 305–331쪽. doi:10.1007/s11212-023-09590-6. ISSN 1573-0948. S2CID 266120753.
45. ↑  Mitchell, Rebecca. "'Musical metaphysics' in late imperial Russia". In The Oxford handbook of Russian Religious Thought. Edited by Caryl Emerson, George Pattison, and Randall A. Poole. London: Oxford University Press, 2020, 388.
46. ↑  Simon Nicholls (2018). "Introduction". In The notebooks of Alexander Skryabin. Edited by Simon Nicholls. New York: Oxford University Press. 1.
47. ↑    - Harrison, John (2001). Synaesthesia: The Strangest Thing, ISBN 0-19-263245-0: "In fact, there is considerable doubt about the legitimacy of Scriabin's claim, or rather the claims made on his behalf, as we shall discuss in Chapter 5." (pp. 31–32).
48. ↑  B. M. Galeyev and I. L. Vanechkina (August 2001). "Was Scriabin a Synesthete?" 보관됨 25 1월 2021 - 웨이백 머신, Leonardo, Vol. 34, Issue 4, pp. 357–362: "authors conclude that the nature of Scriabin's 'color-tonal' analogies was associative, i.e. psychological; accordingly, the existing belief that Scriabin was a distinctive, unique 'synesthete' who really saw the sounds of music—that is, literally had an ability for 'co-sensations'—is placed in doubt."
49. ↑  Ballard 2012.
50. ↑  Frisch, Walter (1971년 2월 22일). 《'Prometheus' Transcends》. 《Yale Daily News》.
51. ↑  Gawboy, Anna M.; Townsend, Justin (June 2012). 《Scriabin and The Possible》. 《Music Theory Online》 18 (Society for Music Theory). doi:10.30535/mto.18.2.2. 2014년 2월 1일에 원본 문서에서 보존된 문서. 2013년 2월 4일에 확인함.
52. ↑  “Scriabin Museum in Moscow 2019 ✮ Best Museums in Russia”. 《moscovery.com》. 2016년 7월 6일.
53. ↑  알렉스 로스, "줄리아드 필사본 컬렉션", The Rest Is Noise 웹사이트, p. 27.
54. ↑  Smith, Charles Davis (1994). 《The Welte-Mignon: Its Music and Musicians》. 베스탈 (뉴욕주): The Vestal Press, for the Automatic Musical Instrument Collectors' Association. ISBN 978-1-879511-17-0.
55. ↑  Sitsky, Larry (1990). 《The Classical Reproducing Piano Roll》. 웨스트포트 (코네티컷주): Greenwood Press. ISBN 978-0-313-25496-3.
56. ↑  Leikin, Anatole (1996). 《The Performance of Scriabin's Piano Music: Evidence from the Piano Rolls》. 《Performance Practice Review》 9. 97–113쪽. doi:10.5642/perfpr.199609.01.08. ISSN 1044-1638. 2014년 2월 4일에 확인함.
57. ↑  Horowitz plays Scriabin in Moscow - 유튜브
58. ↑  Rimm 2002, 145쪽.
59. ↑  Downes 2010, 99쪽.
60. ↑  “Artist Portal”. 《cpaus.force.com》.
61. ↑  Michael Steen (2011). 《The Lives and Times of the Great Composers》. Icon Books. ISBN 978-1848311350.
62. ↑  “page 17.”.
63. ↑  Copland, Aaron (1957). 《What to Listen for in Music》. New York: McGraw-Hill. OCLC 269329.
64. ↑  Taruskin, Richard (2005년 2월 20일). “Restoring Comrade Roslavets”. 《뉴욕 타임스》. 2011년 7월 25일에 확인함.
65. ↑  Kennedy, Michael. Adrian Boult. London, Macmillan, 1989. p. 157 ISBN 0-333-48752-4
66. ↑  Ballard, Lincoln (January 2010). 《Lincoln Ballard, Defining Moments: Vicissitudes in Scriabin's Twentieth-Century Reception》. 《Academia.edu》. 2014년 4월 14일에 확인함.
67. ↑  “Scriabin...: A Complete Catalogue of His Piano Compositions, with Thematic Illustrations”. Hawkes & Son. 1927년 5월 30일  – Google Books 경유.
68. ↑  Rubbra, Edmund. "The Resurgence of Scriabin", in The Listener, 26 February 1970
69. ↑  Scruton, Roger (2009). 《Understanding Music: Philosophy and Interpretation》. Continuum International Publishing Group Ltd. 183쪽. ISBN 9781847065063. 2012년 11월 28일에 확인함.
70. ↑  “Смотрим Главное, Вести, Фильмы, Сериалы, Шоу И Эфир Российских Каналов”.
71. ↑  Pryanishnikov and Tompakov (1985).  Летопись жизни и творчества А. Н.Скрябина [Chronicles of the Life and Art of A. N. Scriabin] (러시아어). Muzyka.
72. ↑  ”Blushed at Bomb Plot Charge". 26 August 1948, Morning Bulletin. Rockhampton
73. ↑  Lazaris, V. (2000). Три женщины. Tel Aviv: Lado, pp. 363–368
74. ↑  בטי קנוט־לזרוס – סיפורה של לוחמת נשכחת 보관됨 29 12월 2014 - 웨이백 머신 Oded Bar-Meir, 05.05.11
75. ↑  “Elisha Abas – the official website”. 4 March 2008에 원본 문서에서 보존된 문서. 14 April 2008에 확인함.
76. ↑  The Concise Edition of Baker's Biographical Dictionary of Musicians, 8th ed. Revised by Nicolas Slonimsky. New York, Schirmer Books, 1993. p. 921 ISBN 0-02-872416-X
77. ↑  Slonimsky, Nicolas (1993). 《The Concise Edition of Baker's Biographical Dictionary of Musicians, 8th ed》. New York: Schirmer Books.
78. ↑  17세에 작곡한 곡으로 작곡가 생전에는 출판되지 않고 사후 1980년대에 출판됨
79. ↑  17세에 작곡하였으나 생전에는 출판되지 않았던 내림 마단조 소나타의 1악장을 개작하여 작곡가 생전에 출판한 곡